# Спортивная гимнастика на летних Олимпийских играх 1984
Соревнования по спортивной гимнастике на летних Олимпийских играх 1984 года проходили в павильоне имени Эдвина Паули в кампусе Калифорнийского университета в Лос-Анджелесе.

## Медалисты

### Мужчины
| Дисциплина            | Золото                                                                                            | Серебро                                                                | Бронза |
| --------------------- | ------------------------------------------------------------------------------------------------- | ---------------------------------------------------------------------- | --- |
| Командное первенство  | США · Барт Коннер · Тимоти Хаггетт · Митч Гейлорд · Джеймс Хартунг · Скотт Джонсон · Питер Видмар | Китай · Лоу Юнь · Тун Фэй · Ли Нин · Сюй Чжицян · Ли Сяопин · Ли Юэцзю | Япония · Кодзи Гусикэн · Нобуюки Кадзитани · Норитоси Хирата · Синдзи Морисуэ · Кодзи Сотомура · Кёдзи Ямаваки |
| Абсолютное первенство | Кодзи Гусикэн Япония                                                                              | Питер Видмар США                                                       | Ли Нин Китай                                                                                                   |
| Вольные упражнения    | Ли Нин Китай                                                                                      | Лоу Юнь Китай                                                          | Кодзи Сотомура Япония                                                                                          |
| Вольные упражнения    | Ли Нин Китай                                                                                      | Лоу Юнь Китай                                                          | Филипп Ватуон Франция                                                                                          |
| Конь                  | Ли Нин Китай                                                                                      | не присуждалась                                                        | Тимоти Хаггетт США                                                                                             |
| Конь                  | Питер Видмар США                                                                                  | не присуждалась                                                        | Тимоти Хаггетт США                                                                                             |
| Кольца                | Кодзи Гусикэн Япония                                                                              | не присуждалась                                                        | Митч Гейлорд США                                                                                               |
| Кольца                | Ли Нин Китай                                                                                      | не присуждалась                                                        | Митч Гейлорд США                                                                                               |
| Опорный прыжок        | Лоу Юнь Китай                                                                                     | Митч Гейлорд США                                                       | не присуждалась                                                                                                |
| Опорный прыжок        | Лоу Юнь Китай                                                                                     | Кодзи Гусикэн Япония                                                   | не присуждалась                                                                                                |
| Опорный прыжок        | Лоу Юнь Китай                                                                                     | Синдзи Морисуэ Япония                                                  | не присуждалась                                                                                                |
| Опорный прыжок        | Лоу Юнь Китай                                                                                     | Ли Нин Китай                                                           | не присуждалась                                                                                                |
| Брусья                | Барт Коннер США                                                                                   | Нобуюки Кадзитани Япония                                               | Митч Гейлорд США                                                                                               |
| Перекладина           | Синдзи Морисуэ Япония                                                                             | Тун Фэй Китай                                                          | Кодзи Гусикэн Япония                                                                                           |

### Женщины
| Дисциплина            | Золото | Серебро | Бронза                                                                        |
| --------------------- | --- | --- | ----------------------------------------------------------------------------- |
| Командное первенство  | Румыния · Лавиния Агаке · Лаура Кутина · Кристина Григораш · Симона Пэукэ · Экатерина Сабо · Михаэла Стэнулец | США · Памела Билек · Мишель Дюссерр · Кейти Джонсон · Джулианна Макнамара · Мэри Лу Реттон · Трейси Талавера | Китай · Ма Яньхун · Чжоу Цюжуй · Чжоу Пин · Чэнь Юнъянь · Хуан Цюнь · У Цзяни |
| Абсолютное первенство | Мэри Лу Реттон США                                                                                            | Экатерина Сабо Румыния                                                                                       | Симона Пэукэ Румыния                                                          |
| Опорный прыжок        | Экатерина Сабо Румыния                                                                                        | Мэри Лу Реттон США                                                                                           | Лавиния Агаке Румыния                                                         |
| Брусья                | Ма Яньхун Китай                                                                                               | не присуждалась                                                                                              | Мэри Лу Реттон США                                                            |
| Брусья                | Джулианна Макнамара США                                                                                       | не присуждалась                                                                                              | Мэри Лу Реттон США                                                            |
| Бревно                | Симона Пэукэ Румыния                                                                                          | не присуждалась                                                                                              | Кейти Джонсон США                                                             |
| Бревно                | Экатерина Сабо Румыния                                                                                        | не присуждалась                                                                                              | Кейти Джонсон США                                                             |
| Вольные упражнения    | Экатерина Сабо Румыния                                                                                        | Джулианна Макнамара США                                                                                      | Мэри Лу Реттон США                                                            |